# Smích se lepí na paty
Smích se lepí na paty je československé filmové komediální drama z roku 1987 režiséra Hynka Bočana. Ve filmu si hlavní roli zahrál herec Vlastimil Brodský.

## Děj
Joska Platejz, svérázný šedesátník a vynálezce, žije poklidným životem ve své chalupě v malebném prostředí Krkonoš. Jeho dům je plný jeho důmyslných výtvorů - protéká jím potůček s pstruhy, spotřebiče pohání větrná elektrárna a nezvané hosty vítá figurína Albert. Joska si rád hraje na samotáře, ale ve skutečnosti touží po společnosti. Pravidelně vaří pro hajného Fandu a partu dřevařů, se kterými sdílí společné chvíle a kamarádství. Společně s Fandou dokonce pomohou svému příteli, učiteli Kroupovi, uniknout z domácího vězení, když ho unesou oknem pomocí bagru.
Přestože Joska tvrdí, že je nejlepší být sám, jeho největším přáním je, aby ho navštívily jeho děti, které žijí v Praze. Když se však konečně odhodlá je navštívit, zjistí, že jejich zájem se točí pouze kolem jeho peněz a chalupy. Jeho zeť Lojza se dokonce pokusí ho oloupit, ale Joska je naštěstí zachráněn mladým dřevařem Jardou, kterého předtím odmítl ubytovat kvůli jeho minulosti. Tato zkušenost Josku hluboce zasáhne a zanechá v něm hořkost.
Po návratu domů se Joska seznámí s půvabnou Helenou, do které se bláznivě zamiluje. Helena se však ukáže být protřelou podvodnicí, která se snaží získat jeho peníze. Joska, zaslepen láskou, jí dokonce nabídne peníze na koupi auta, ale místo toho se dozvídá, že Helena je ve skutečnosti hledaná podvodnice. Tato zrada Josku znovu zraní, ale jeho optimistická povaha mu pomáhá překonat i toto zklamání.
Po smrti svého přítele, učitele Kroupy, se Joska vydává na Slovensko hledat paní Borodyovou, jejíž jméno zná z krabiček od cigaret a jejíž barva vlasů byla častým tématem jejich přátelských debat. Zjistí však, že Borodyová není taková, jak si ji představoval. Po návratu domů Joska nabídne ubytování Jardovi, který mu pomohl při přepadení, a rozhodne se ho naučit vařit, předávajíc mu tak své zkušenosti a vášeň pro jídlo.

## Obsazení
- Vlastimil Brodský jako Joska Platejz
- Josef Kemr jako učitel Kroupa
- Petr Čepek jako hajný Fanda
- Jiřina Bohdalová jako podvodnice Helena
- Emma Černá jako poštmistrová Madlenka
- Klára Jerneková jako nevěsta hajného Zdena
- Miroslav Vladyka jako lesní dělník Jarda
- Ladislav Křiváček jako lesní dělník Mirek
- Pavel Nový jako lesní dělník Láďa
- Jan Hartl jako Jenda
- Jitka Asterová jako Dana
- Karel Heřmánek jako Lojza
- Vilma Cibulková jako Jana Brousková
- Dana Bartůňková jako Sylvie
- Petr Svárovský jako Lojzův kumpán
- Jiří Havel jako podporučík VB Vašek

## Lokace
Natáčelo se v Horní Malé Úpě, Dolní Malé Úpě, Praze v Bohnicích a Vinohradech. Natáčelo se i v obcích Nižná a Pudbiel.